# Внуков Микола Андрійович
Мико́ла Андрі́йович Вну́ков (рос. Николай Андреевич Внуков; *8 жовтня 1925, Зарайськ, Московська область, Росія) — російський письменник.

## Біографія
Закінчив курси гірничих майстрів у Магадані, Ленінградський радіотехнікум. Учасник Великої Вітчизняної війни. Після її закінчення працював у редакції газети «Кабардинская правда», каторграфом і геологом, інженером-гідроакустиком. Друкуватися почав 1958 року. Мешкає в Санкт-Петербурзі.
Пише для дітей, а також наукову фантастику. Автор науково-фантастичного оповідання «Ентомоптер» і повісті «Фотографія Архімеда», які увійшли до збірника «Фотографія Архімеда» (1968), а також повістей дитячої наукової фантастики — «Мандрівка не закінчується» (1977), «Сверре кличе на допомогу» (1978).